# Алекс Тремуліс
Александер Сарантос Тремуліс (англ. Alexander Sarantos Tremulis, 23 січня 1914, Чикаго, Іллінойс — 29 грудня 1991, Вентура, Каліфорнія) — греко-американський промисловий дизайнер у північноамериканській автомобільній промисловості. До заснування консалтингової фірми Тремуліс займав посади дизайнерів автомобілів у Cord Automobile, Duesenberg, General Motors, Tucker Car Corporation та Ford Motor Company.

## Рання кар'єра
Тремуліс був сином грецьких іммігрантів. Його батьками були Антонія та Сарантос Тремуліси, які походили із села поблизу Спарти. Будучи 19-річним юнаком і не маючи жодної офіційної підготовки в галузі мистецтва чи інженерії, він влаштувався на роботу в команду дизайнерів компанії Auburn-Cord-Duesenberg у 1933 році. Серед його проектів були відомі і класичні серії Cord 810 та 812., а також нестандартний родстер Duesenberg, що має як конвертований, так і жорсткий дах. У 1936 році він був призначений головним стилістом Оберн-Корд-Дуензенберга і залишався на цій посаді до тих пір, поки компанія не провалилася в 1937 році.
Тремуліс недовго працював у General Motors перед тим, як переїхати до Briggs-Le Baron, на той час виготовленого на замовлення тренера Chrysler. У 1938 році він працював у Custom Motors у Беверлі-Хіллз, штат Каліфорнія, де виготовляв унікальні машини для кінозірок. У 1939 році він також був консультантом компанії Crosley і American Bantam. Його конструкції для American Bantam залишалися у виробництві, поки фірма повністю не перейшла на виробництво військових джипів до Другої світової війни. Повернувшись до Бріггса в 1939 році, він працював з Вернером Губіцем та Говардом «Голландцем» Дарріном над розробкою виробничих версій Packard Clipper. Він також був творчим джерелом концепт-кару Chrysler «Thunderbolt» 1941 року. Його внесок у ці дві моделі допоміг встановити тенденції стилю, які вплинули на дизайн автомобілів після Другої світової війни.

## Концепції для повітряних сил США
Після бомбардування Перл-Гарбора в 1941 році Тремуліс приєднався до повітряних сил США. Він працював над вдосконаленими концепціями літаків на Райт-Філді (нині Райт-Паттерсон) і розробив концепцію, яка в 1960-х стала відомою як Boeing Dyna-Soar, ковзаючий космічний апарат, що повертається. Перебуваючи в Повітряних корпусах, він зробив перші умоглядні креслення того, як позаземні форми життя використовуватимуть як транспорт для відвідування Землі. Його концептуальні креслення були першими задокументованими кресленнями космічних кораблів у формі "тарілок".

## Пізніша кар'єра
Після війни Тремуліс працював з дизайнерською фірмою Tammen & Denison, поки Престон Такер не найняв його для проектування седана Tucker 1948 року. Як описав Філ Іган у своїй книзі «Дизайн і доля: створення автомобіля Таккера», саме Тремуліс був головним відповідальним за керівництво виготовленням «Олов'яної гуски». Перші серійні автомобілі Tucker працювали на основі переробленого вертолітного двигуна Франкліна, що постачається компанією Air Cooled Motors. Карл Доман, інженер Air Cooled, побудував двигун вищої потужності, 275 кінських сил проти 166 кінських сил, але менеджмент проголосував проти, який вважав, що автомобіль досить швидкий із запасною силовою установкою. Більш потужний двигун мав бути "поставлений на полицю" для майбутньої моделі під назвою Талісман, для якої як Алекс Тремуліс, так і його асистент Філ Іган rjkbcm складуть пропозиції. Ці дизайни так і не вдалося змоделювати.
У 1957 році, будучи співробітником Ford, Тремулісу було доручено розробити автомобіль, яким «він вважав, що ми будемо їздити у 2000 році». Тремуліс розробив плани і виготовив глиняну модель Ford X-2000, концепцію, яка згодом буде реалізована у вигляді діючого прототипу в 1999 році замовником Великої Британії Енді Сондерсом, який показав її на автосалонах у 1999 і 2000 роках. Тремуліс також розробив концепт-кар Ford Seattle-ite XXI 1962 року для Всесвітньої виставки в Сіетлі.
Тремуліс залишив Форд в 1963 році, щоб заснувати власну консалтингову фірму в Ен-Арбор, штат Мічиган. Серед останніх проектів Tremulis були Subaru BRAT з 1978 року до 1987 року.
Тремуліс працював консультантом у фільмі «Такер: Людина і його мрія » 1988 року, в якому його зіграв Еліас Котеас. Він також часто писав у журнал «Road & Track».

## Смерть
Тремуліс помер 29 грудня 1991 року. Похований у Меморіальному парку Айві-Газон у Вентурі, штат Каліфорнія.

## Нагороди
- 1982 - Введений до Автомобільного залу слави. [8]
- 1987 - Відзначений Товариством автомобільних інженерів за дизайн Tucker, як одного з «значущих автомобілів минулого півстоліття».